# عبد الغني الرافعي
عبد الغني الرافعي، هو مؤلف ولد في طرابلس عام 1816، تلقى العلم على أشياخها، وتخرج على يده كثير من النوابغ، كالشيخ إبراهيم الأحدب.انتقل إلى رحمة الله وهو في مكة المكرمة.

## السيرة الذاتية
ولد المؤلف والشيخ عبد الغني بن أحمد بن عبد القادر الرافعي في طرابلس عام 1816، وتلقى العلم على أشياخها: الشيخ مصطفى الحفار، والشيخ إبراهيم الزيلعي، وتخرج على يده كثير من النوابغ، كالشيخ إبراهيم الأحدب. سافر بعدها إلى دمشق وأخذ عن علمائها أمثال الشيخ عبد الرحمن الكزبري والشيخ عبد الله الحلبي، وبعدها سافر إلى مكة لأداء فريضة الحج، وهناك أخذ العلم عن الشيخ محمد الكتبي مفتي مكة. يتصل نسب هذه الأسرة العريقة بالدوحة الفاروقية العمرية، ونشأ عبد الغني الرافعي في حجر والده وحفظ القرآن الكريم، ولما انتشى أخذ أكثر العلوم وفنون الأدب عن علماء طرابلس. عاد إلى وطنه وسلك الطريقة الخلوتية، ولازم بعد ذلك قراءة الدروس ونشر علوم الدين والأدب والتصوف. خدم الدولة العثمانية في جملة وظائف علمية وعدلية دون أن يترك دروس العلم، فكان كلما حل ببلدة يحيي بها العلم، ويحضر دروسه علماؤها، وكانت آخر وظائفه رئاسة محكمة استئناف الحقوق والجزاء في صنعاء، اليمن، وعاشر علماء الزيدية وناظرهم، ورأى ما لم يكن يعرف من المصنفات في خزائن عاصمتهم، واشتهر بفضله وعدله وتقواه، ثم غلب عليه التصوف في آخر عمره فترك وظائف الحكومة وانقطع للعبادة، وسلك طريق الصوفية بالمجاهدة العلمية، دون الرسوم والمظاهر الصورية. كان سريع الخاطر في النظم لا يتكلف إليه كبير وفت، وقد روض يراعه في ميداني النثر والنظم، وكان آية في الذكاء والهمة والمضاء، واشتهر عنه أنه قرأ كتاب أدب الدنيا والدين للماوردي ثلاثين مرة، فكان كاتباً يستخرج الدرر من أعماق البحور، كما كان شاعراً ينظمها كالعقود في نحور الحور. انتقل إلى رحمة الله وهو في مكة المكرمة.

## أعمال المؤلف[2]
- العالم الزاهد، دار المعارف العمومية،, 1993.
- رسالة إشراق الأنوار في إطلاق العذار.
- ترصيع الجواهر المكية في تزكية الأخلاق المرضية.
- أسرار الاعتبار فيما أودعه الله تعالى من الحكم في الأشجار.
- شرح على بديعية صفي الدين الحلي في الأدب في مجلد ضخم.